# Liste des résolutions du Conseil de sécurité des Nations unies adoptées en 2024
Les résolutions du Conseil de sécurité des Nations unies sont les décisions qui sont votées par le Conseil de sécurité des Nations unies.
Une telle résolution est acceptée si au moins neuf des quinze membres (depuis le 17 décembre 1963, 11 membres avant cette date) votent en sa faveur et si aucun des membres permanents qui sont la Chine, les États-Unis, la France, le Royaume-Uni et la Russie (l'Union soviétique avant 1991) n'émet de vote contre (qui est désigné couramment comme un veto).

## Résolutions 2722 à 2729
- Résolution 2722 : Maintien de la paix et de la sécurité internationales (adoptée le 10 janvier 2024) - Résolution relative aux attaques perpétrées par les houthistes contre des navires.
- Résolution 2723 : La situation à Chypre (UNFICYP) (adoptée le 30 janvier 2024)
- Résolution 2724 : Rapports du Secrétaire général sur le Soudan et le Soudan du Sud (adoptée le 8 mars 2024)
- Résolution 2725 : Rapports du Secrétaire général sur le Soudan et le Soudan du Sud  (Groupe d’experts) (adoptée le 8 mars 2024)
- Résolution 2726 : Rapports du Secrétaire général sur le Soudan et le Soudan du Sud  (MINUSS) (adoptée le 14 mars 2024)
- Résolution 2727 : La situation en Afghanistan (MANUA) (adoptée le 15 mars 2024)
- Résolution 2728 : La situation au Moyen-Orient, y compris la question palestinienne (adoptée le 25 mars 2024)
- Résolution 2729 : Rapports du Secrétaire général sur le Soudan et le Soudan du Sud (MINUSS) (adoptée le 29 avril 2024)

## Résolutions 2730 à 2739
- Résolution 2730 : Protection des civils en période de conflit armé (adoptée le 24 mai 2024)
- Résolution 2731 : Rapports du Secrétaire général sur le Soudan et le Soudan du Sud (adoptée le 30 mai 2024)
- Résolution 2732 : La situation concernant l’Iraq (MANUI) (adoptée le 31 mai 2024)
- Résolution 2733 : La situation en Libye (adoptée le 31 mai 2024)
- Résolution 2734 : Menaces contre la paix et la sécurité internationales résultant d’actes de terrorisme (adoptée le 10 juin 2024)
- Résolution 2735 : La situation au Moyen-Orient, y compris la question palestinienne (adoptée le 10 juin 2024)
- Résolution 2736 : La situation au Moyen-Orient, y compris la question palestinienne (adoptée le 13 juin 2024)
- Résolution 2737 : La situation au Moyen-Orient (FNUOD) (adoptée le 27 juin 2024)
- Résolution 2738 : La situation concernant la République démocratique du Congo (adoptée le 27 juin 2024)
- Résolution 2739 : Maintien de la paix et de la sécurité internationales (adoptée le 27 juin 2024)

## Résolutions 2740 à 2749
- Résolution 2740 : Mécanisme international appelé à exercer les fonctions résiduelles des Tribunaux pénaux (adoptée le 27 juin 2024)
- Résolution 2741 : La situation en Somalie (ATMIS) (UNSOS) (adoptée le 28 juin 2024)
- Résolution 2742 : La situation au Moyen-Orient (MINUAAH) (adoptée le 8 juillet 2024)
- Résolution 2743 : La question concernant Haïti (BINUH) (adoptée le 12 juillet 2024)
- Résolution 2744 : Questions d’ordre général relatives aux sanctions (adoptée le 19 juillet 2024)
- Résolution 2745 : Paix et sécurité en Afrique (adoptée le 30 juillet 2024)
- Résolution 2746 : La situation concernant la République démocratique du Congo (adoptée le 6 août 2024)
- Résolution 2747 : La situation en Somalie (ATMIS) (adoptée le 12 août 2024)
- Résolution 2748 : La situation en Somalie (ATMIS) (adoptée le 15 août 2024)
- Résolution 2749 : La situation au Moyen-Orient (FINUL) (adoptée le 28 août 2024)

## Résolutions 2750 à 2759
- Résolution 2750 : Rapports du Secrétaire général sur le Soudan et le Soudan du Sud (1591 Comité) (adoptée le 11 septembre 2024)
- Résolution 2751 : La question concernant Haïti (MSS) (adoptée le 30 septembre 2024)
- Résolution 2752 : La question concernant Haïti (Haïti sanctions) (adoptée le 18 octobre 2024)
- Résolution 2753 : La situation en Somalie (MANUSOM) (adoptée le 30 octobre 2024)
- Résolution 2754 : Lettres identiques datées du 19 janvier 2016, adressées au Secrétaire général et au Président du Conseil de sécurité par la Représentante permanente de la Colombie auprès de l’Organisation des Nations unies (S/2016/53) (adoptée le 30 octobre 2024)
- Résolution 2755 : La situation en Libye (MANUL) (adoptée le 31 octobre 2024)
- Résolution 2756 : La situation concernant le Sahara occidental (MINURSO) (adoptée le 31 octobre 2024)
- Résolution 2757 : La situation en Bosnie-Herzégovine (adoptée le 1er novembre 2024)
- Résolution 2758 : La situation au Moyen-Orient (2140 Comité) (adoptée le 13 novembre 2024)
- Résolution 2759 : La situation en République centrafricaine (MINUSCA) (adoptée le 14 novembre 2024)

## Résolutions 2760 à 2767
- Résolution 2760 : Rapports du Secrétaire général sur le Soudan et le Soudan du Sud (FISNUA) (adoptée le 14 novembre 2024)
- Résolution 2761 : Questions d’ordre général relatives aux sanctions (adoptée le 6 décembre 2024)
- Résolution 2762 : Paix et sécurité en Afrique (adoptée le 13 décembre 2024)
- Résolution 2763 : Menaces contre la paix et la sécurité internationales résultant d’actes de terrorisme (Comité 1988) (adoptée le 13 décembre 2024)
- Résolution 2764 : Les enfants et les conflits armés (adoptée le 20 décembre 2024)
- Résolution 2765 : La situation concernant la République démocratique du Congo (MONUSCO) (adoptée le 20 décembre 2024)
- Résolution 2766 : La situation au Moyen-Orient (FNUOD) (adoptée le 20 décembre 2024)
- Résolution 2767 : La situation en Somalie (AUSSOM) (adoptée le 27 décembre 2024)